# Ивановская улица (Санкт-Петербург)
Ива́новская улица в Невском районе Санкт-Петербурга соединяет проспект Обуховской Обороны и Володарский мост через Неву с Бе́левским проспектом и с Невским путепроводом над Белевским проспектом и над путями станции Сортировочная-Московская Московского направления Октябрьской железной дороги.
Ивановская улица — одна из важнейший транспортных артерий Санкт-Петербурга, является частью Центральной дуговой магистрали.

## История
Улица получила своё название в 1890-х годах по фамилии домовладельца (на картах впервые отмечена в 1896 г.). Ивановы были одной из основных фамилий поселян деревни Щемиловка. Ударение в этой фамилии ставится по-разному, но в наименовании улицы оно традиционно падает на второй слог.
Первоначально Ивановская улица шла от Невы до Прямого проспекта. В 1914 году её продлили до Кладбищенской улицы (ныне улица Бабушкина).
Ивановская улица — центральная улица левобережной части Невского района, расположенная между Володарским мостом и Невским путепроводом. На ней пересекаются транспортные узлы, связанные со станцией метро «Ломоносовская», тут находятся здание районной администрации, множество торговых точек и необходимых населению организаций и учреждений. Конечно, уникальность улицы обеспечена не столько географическим положением, сколько её историей, архитектурой, и, разумеется, именами людей, с ней связанных. Когда-то здесь находилось одно из многочисленных рабочих поселений, возникших вокруг Императорского Фарфорового завода, которое так и называлось — Фарфоровая слобода. Современный же облик улицы начал складываться во второй половине 1930-х гг., когда её сделали частью Центральной дуговой магистрали. Стоящие на ней жилые дома составляют единое целое, демонстрируя наглядный образец гармонии в архитектуре. Ансамблевая застройка и удачно подобранные пропорции улицы создают иллюзию роскошной театральной декорации, неизбежно вызывая ассоциацию с ансамблем улицы Зодчего Росси.
Из 36 домов Ивановской улицы восемь являются памятниками архитектуры. Библиотека им. Фёдора Абрамова расположена в одном из этих восьми, в доме № 14. Единый архитектурный ансамбль Ивановской улицы является памятником «пролетарского классицизма», концепцию которого разработал архитектор Иван Фомин в 1920-е гг. Осуществили этот проект в конце 1930-х — начале 1940-х гг. архитекторы Евгений Левинсон и Игорь Фомин. Последний из них был и архитектором дома № 1 на Мичуринской улице, в котором в 1982—1983 гг. последние несколько месяцев жизни провёл Фёдор Абрамов и где до сих пор проживает его вдова Людмила Владимировна Крутикова-Абрамова.
Облик, близкий к современному, улица приобрела в 1930—1960-е годы. Основная застройка зданиями в «сталинском» стиле связана с освоением территории бывшей деревни Щемиловки, проводившемся в 1936—1951 годах на участке от Володарского моста до улицы Седова (до которой была продлена Ивановская улица). Начиная со второй половины 1950-х годов производилась застройка с соответствующим продлением улицы от ул. Седова до линии Московского направления Октябрьской железной дороги (ныне параллельно железнодорожному полотну проложен Белевский проспект), в основном крупнопанельными зданиями, среди которых — первые в Ленинграде типовые крупнопанельные дома, построенные в 1956—1959 годах по проекту арх. Д. С. Гольдгора.
Во второй половине 1950-х годов на улице стали возводиться панельные дома высокого качества, квартиры в них были сданы в эксплуатацию со встроенной финской кухонной мебелью: мойкой из нержавеющей стали, тумбами и шкафом-пеналом.
В 1975 году Ивановская ул. была соединена с проспектом Славы Невским путепроводом и стала частью Центральной дуговой магистрали.
По названию улицы назван муниципальный округ № 50 «Ивановский», на территории которого эта улица расположена.
Вся застройка намного моложе самой улицы.

## Достопримечательности и городские объекты
На начальном участке от проспекта Обуховской Обороны до Прямого проспекта к Ивановской улице с юго-востока примыкает сад «Куракина Дача».
- Дом 6 — бывший универмаг «Невский», магазин «Спортмастер»
- Дом 7 — 1958—1961, арх. Е. А. Левинсон и Д. С. Гольдгор
- Дом 9 / ул. Бабушкина, д. 75 — 1937—1940, «сталинский» неоклассицизм, арх. Е. А. Левинсон, И. И. Фомин и С. И. Евдокимов
- В доме 10 расположен «Центр отдыха „На Ивановской“» с сауной и бассейном[5]
- В доме 14 находится библиотека № 2 им. Федора Абрамова Невской централизованной библиотечной системы
- В доме 18 — психоневрологический диспансер № 9
- В доме 19 расположено почтовое отделение № 171
- В доме 20 — отделение Сбербанка ------> отделение закрыто навсегда

В конце улицы по нечётной стороне (за домами 27 и 29) расположен Ивановский (Белевский) карьер.

## Транспорт
- Пересечение улиц Ивановской и Седова: автобусы (5, 8, 11, 12, 31, 56, 95, 97, 114, 116, 118, 119, 140, 157, 239, 288, 476) и троллейбусы (27).
- Пересечений улиц Ивановской и Бабушкина: автобусы (5, 8, 11, 12, 56, 95, 97, 118, 119, 140, 157, 239, 253, 264, 288, 476, 801, 847, 856, 860, 863, 864, 867, 896) и троллейбусы (14 - у метро Ломоносовская).
- Пересечение Ивановской улицы и Прямого проспекта - трамваи (7, 24, 27, 39).

## Пересечения
- проспект Обуховской Обороны
- Володарский мост (примыкает)
- Прямой проспект (дома 6 и 7)
- улица Бабушкина (дома 6, 7, 8/77, 9/75)
- улица Седова (дома 19, 21/75, 26/92, 28/77)
- Белевский проспект
- Невский путепровод (примыкает)